# Вирізання, копіювання та вставлення
Вирізання, копіювання та вставлення (англ. cut, copy, and paste; жарг. copypaste, копіпейст, копіпаст, копіпаста) — набір функцій для роботи додатків з буфером обміну ОС. Копіювати і переносити в інше місце можна як фрагменти тексту (зображень, звуку тощо), так і файли цілком. З точки зору користувача, реалізується трьома функціями:
- Вирізання (англ. cut) — поміщає виділений фрагмент у буфер обміну, і одночасно видаляє його з документа.
- Копіювання (англ. copy) — поміщає фрагмент у буфер обміну, залишаючи поточний документ без змін.
- Вставлення (англ. paste) — вставляє в поточний документ фрагмент, що знаходиться в буфері обміну.

Дію другої з команд — «копіювання» — зазвичай, візуально непомітно.
Час, необхідний на операцію, залежить від розміру фрагмента.
Видалення, зазвичай, відбувається значно швидше копіювання і вставлення.

## Історія
Англійські слова англ. cut («вирізати») і англ. paste («вклеїти») походять від технології докомп'ютерного редагування рукописів — вирізання ножицями і вклеювання в інше місце. Для редакторів випускалися особливо довгі ножиці, за шириною аркуша паперу. Якщо в розпорядженні редактора є ще й ксерокс (звичайна справа в розвинених країнах), арсенал прийомів редагування розширюється. Перфокарти можна було вільно перемішувати, прибирати непотрібні і вкладати відсутні. З перфострічками цей трюк не проходить, хоча в ПЗ часто реалізовувалися команди для забою та виправлення друкарських помилок. Так що перфокарти і перфострічки були в різних «екологічних нішах»: перші — користувальницький інтерфейс, другі — засіб постійної пам'яті.
Наступною сходинкою комп'ютерних інтерфейсів стали літеродрукувальні термінали. Текстові редактори того часу могли копіювати і переміщувати текст: іноді командами на зразок  cp  і  mv , іноді через буфер обміну. Один з поширених редакторів, QED, пішов другим шляхом.
Те ж саме тривало аж до 80-х років, коли термінали давно вже стали відеодисплейними. Одні редактори користувалися командами «Копіювати блок» і «Перемістити блок» (наприклад, Ctrl+K → C і Ctrl+K → V в Turbo Pascal), інші — командами «Копіювати в кишеню» і «Вставити з кишені» (саме так, «кишенею», називався буфер обміну в більшості російського ПЗ та документації кінця 80-х років). На бік другого підходу перейшов Xerox PARC, за ним Apple Lisa: в цьому підході виділений блок — лише особлива форма курсора, і для користувача немає різниці між командами «видалити символ» і «видалити блок». Lisa ввела чотири клавіші, що стали стандартом:
- Ctrl+Z — скасувати.
- Ctrl+X — вирізати.
- Ctrl+C — скопіювати.
- Ctrl+V — вставити.

Ці команди органічно вписалися в багатозадачний інтерфейс: часто користувач вирізає з однієї програми, а вставляє в іншій. Заодно в Lisa чисто комп'ютерним об'єктам дали назви з конторського життя; так, буфер обміну, який раніше іменувався англ. buffer, отримав назву «планшет-блокнот » (англ. clipboard).
Стандарт IBM Common User Access використовував інші клавіші: ⇧ Shift+Del, Ctrl+Ins, ⇧ Shift+Ins. Згодом ці клавіші увійшли і в OS/2, і в Microsoft Windows.

## Вирізання без видалення
Іноді (наприклад, в файлових менеджерах) за командою «Вирізати» нічого не відбувається (при цьому у буфер обміну записується команда: користувач вирізав що небудь). Реальне переміщення відбувається за командою «Вставити».

## Комбінації клавіш
| ПЗ                            | Вирізання                       | Копіювання                            | Вставлення | Вставлення без форматування | Буфер обміну                                                                    |
| ----------------------------- | ------------------------------- | ------------------------------------- | --- | --------------------------- | ------------------------------------------------------------------------------- |
| Apple                         | ⌘ Command+X                     | ⌘ Command+C                           | ⌘ Command+V | ⌘ Command+⇧ Shift+V         |                                                                                 |
| BeOS                          | Alt+X                           | Alt+C                                 | Alt+V |                             |                                                                                 |
| ChromeOS                      | Control+X                       | Control+C                             | Control+V | Control+⇧ Shift+V           | Search+V                                                                        |
| Common User Access            | ⇧ Shift+Delete                  | Control+Insert                        | ⇧ Shift+Insert |                             |                                                                                 |
| Emacs                         | Control+w (вирізати / стерти)   | meta+w (копіювати)                    | Control+y (вставити / витягнути)                                                                                  |                             | Підтримується "kill ring". Кілька М-образних важелів обертають кільце на місці. |
| GNOME                         | Control+X / ⇧ Shift+Delete      | Control+C / Control+Insert            | Control+V / ⇧ Shift+Insert                                                                                        | Control+⇧ Shift+V           | Gnome, якщо увімкнено: ⊞ Win+⇧ Shift+V                                          |
| Емулятори термінала GNOME/KDE |                                 | Control+⇧ Shift+C / Control+Insert    | Control+⇧ Shift+V / Control+⇧ Shift+Insert (⇧ Shift+Insert або середня кнопка миші для вставки виділеного тексту) |                             |                                                                                 |
| GNU Nano                      | Control+k (вирізати)            | meta+6 / Alt+6                        | Control+u (uncut)                                                                                                 |                             |                                                                                 |
| KDE                           | Control+X / ⇧ Shift+Delete      | Control+C / Control+Insert            | Control+V / ⇧ Shift+Insert                                                                                        | Control+⇧ Shift+V           | Control+Alt+V                                                                   |
| Ubuntu                        | Control+X / ⇧ Shift+Delete      | Control+C / Control+Insert            | Control+V / ⇧ Shift+Insert                                                                                        | Control+⇧ Shift+V           | Якщо встановлено copyq                                                          |
| vi                            | d (видалити)/d (видалити рядок) | y (витягнути)                         | p (put) |                             | ViM зберігає історію останніх 9 змін, включаючи операції видалення/вилучення.   |
| Windows                       | Control+X / ⇧ Shift+Delete      | Control+C / Control+Insert            | Control+V / ⇧ Shift+Insert                                                                                        |                             | Windows 10, якщо увімкнено: ⊞ Win+V                                             |
| X Window System               |                                 | натиснути і перетягнути, щоб виділити | середня кнопка миші                                                                                               |                             |                                                                                 |

## Культурний вплив
З поширенням комп'ютерів користувачі часто стали складати тексти, механічно комбінуючи цитати з одного або декількох джерел, іноді навіть без редагування. Отриманий текст, зазвичай, містить в собі логічні стрибки і провали на кордонах цитат, і, як наслідок, малоцікавий і нелогічний (виняток — якщо текст був скопійований цілком). Такий метод презирливо називається «копіпаста».
На іміджбордах, зазвичай, під копіпастом мають на увазі окремий жанр інтернет-творчості в форматі тексту, автор якого або анонімний, або не планував ніякої сторонньої публікації (але й не був проти, усвідомлюючи таку можливість). У цьому випадку вона використовується як готова відповідь, видана за особисту думку або досвід. Для деяких «копіпаста» являє певну художню цінність, доходить навіть до приватного колекціонування.

## Цікаві факти
Для послідовників Місіонерської церкви Копімізму зображення «Ctrl+C, Ctrl+V» є релігійними символами.